# Teofil Siennicki
Teofil Siennicki (ur. ok. 1842 we Lwowie, zm. 1 grudnia 1884 w Warszawie) – polski aktor i przedsiębiorca teatralny, uczestnik powstania styczniowego.

## Kariera teatralna
W sez. 1864/1864 należał do zespołu teatru lwowskiego (prawdopodobnie jego debiut odbył się wcześniej). W latach 1867–1868 oraz 1877–1878 występował w teatrze krakowskim (także na występach wyjazdowych). Następnie był związany z zespołami teatrów prowincjonalnych: Pawła Ratajewicza (1865–1867, 1869, sez. 1871/1872, 1874), Adama Miłaszewskiego (sez. 1865/1866), Anastazego Trapszy (1869, 1871–1876, sez. 1878/1879), Józefa Teksla (1874), Feliksa Krotkego i Rufina Morozowicza (sez. 1880/1881) oraz Juliana Grabińskiego (sez. 1881/1882), a także w warszawskich teatrach ogródkowych: „Tivoli”, „Eldorado”, „Alhambra” i „Arkadia”. W 1882 r. został zaangażowany w Warszawskich Teatrach Rządowych i występował tam do końca życia. Wystąpił m.in. w rolach: Organisty (Okrężne), Ignacego (Marcowy kawaler), Mateusza (Stary mąż), Kuby (Zagroda Sobkowa), Tomka (Łobzowianie), Dreckiego (Przed ślubem), Grabarza I (Hamlet), Maksymiliana Moora (Zbójcy) Wojewody (Konfederaci barscy), Kitta (Lekka kawaleria), Szymona (Czartowska ława) i Ciaputkiewicza (Grube ryby). W 1880 r. wspólnie z Franciszkiem Idziakowskim prowadził zespół działowy w Kielcach i Busku.

## Życie prywatne
Był synem drukarza Bazylego Siennickiego i Marii z Wejglów. W 1870 r. poślubił aktorkę i śpiewaczkę Michalinę z Tarnowskich.